# 拉麥可
《拉麥可》是原住民電影音樂劇《很久沒有敬我了你》第二集，承接第一集堅強的製作團隊，包括角頭音樂創辦人張四十三，《很久》紀錄片導演龍男·以撒克·凡亞思，配樂家李欣芸，金曲製作人昊恩，設計師蕭青陽，以及指揮簡文彬和國家交響樂團；演員為原住民歌手舒米恩、阿美族名模Luji黃莉、查勞加盧率領旅北都蘭部落文化藝術團、GOGO&FIGHT舞團、金山高中原住民藝能班等70位素人舞者投入舞蹈與歌唱的演出。
本劇耗時兩年，以東海岸阿美族部落為起點，結合傳統阿美族歌謠與電子交響樂，當代劇場與電影，以及原住民舞蹈、現代舞和流行街舞等各種跨界元素，希望傳達出原住民文化中的寬厚、包容、樂天。

## 影片內容
《拉麥可》的劇名來自每五年阿美族的傳統——「創名制」，當「青少年」要升級為「青年」時，部落長老將根據當時代表性的人事物，以「拉」加上一個「名詞」，給予青少年一個「級名」；而《拉麥可》則是「拉」加上劇中青少年們的偶像「Michael Jackson」的「麥可」而創。
本劇背景為流行音樂天王Michael Jackson逝去後一年，一群部落年輕人為紀念他們的偶像，希望得到長老取的級名「拉麥可」；他們決定北上參加舞蹈大賽，希望透過跳Michael Jackson的舞蹈，得獎後能換來長老的認同，然而他們的指導老師卻希望他們跳出文化傳承的重要性，進而衍生出一段熱血逐夢過程。

## 演出歌曲
| 幕次                                        | 詳細資訊 |
| 序幕 走出寂靜                               | |
| 第一幕 黑與白                               | 演奏曲 Black Or White│曲 Michael Jackson 編舞│黃懷德 演出│高潮 |
| 第二幕 那個電視裡的麥可                     | 演奏曲 月光Moon Light│曲 王宏恩 |
| 第三幕 與土地共舞                           | 招贅歌（原名迎親歌）│阿美族民謠（作者不詳） 演出│陳純華、林玫容、陳品潔、黃莉 編舞│黃懷德 |
| 第四幕 會跳舞的年輕人有嗎？                 | KAPAH年輕人│詞、曲 Suming舒米恩 演唱│Suming舒米恩 演出│GOGOS&FIGHT舞團、金山高中原住民藝能班（楊志威、朱雨航、鄭廷軒、李至潔、李卿瑄） 編舞│Ruby Red                                                                                   |
| 第五幕 赤子的天空                           | |
| 第六幕 菜車前的阿美恰恰                     | 阿美恰恰│阿美族民謠（作者不詳） 演出│Suming舒米恩、林家琪、GOGOS&FIGHT舞團、陳純華、林玫容、陳品潔、金山高中原住民藝能班（楊志威、朱雨航、鄭廷軒、李至潔、李卿瑄） 編舞│Ruby Red                                                       |
| 第七幕 阿美麥可                             | Ho hi yan│詞、曲 Suming舒米恩 演出│Suming舒米恩、林家琪 |
| 第八幕 海邊的秘密基地                       | Black Or White│演奏曲 |
| 第九幕 戰舞                                 | 勇士歌│阿美族傳統歌謠 演出│Suming舒米恩、林家琪、GOGOS&FIGHT舞團、黃莉、高潮 演唱│查勞．加盧、高志遠Tumay、豐政發、麥尚．拉外、Anu、龍哥、璽恩、陳純華、林玫容、陳品潔 編舞│Ruby Red、黃懷德                                           |
| 第十幕 跳雨傘舞                             | 都蘭護衛舞(雨傘舞之歌)│都蘭年祭歌謠 演出│旅北都蘭部落文化藝術團 |
| 第十一幕 兩條沒有交叉的路                   | 眼淚│詞、曲 查勞．加盧 演出│查勞．加盧、高志遠Tumay |
| 第十二幕 書包裡的秘密                       | 書包裡的秘密│阿美部落傳唱歌謠 演唱│郭明龍(龍哥) |
| 第十三幕 藍藍的唸珠                         | 藍藍的唸珠│詞、曲 四弦 演出│Suming舒米恩、林家琪、GOGOS&FIGHT舞團 演唱│璽恩、黃莉 |
| 第十四幕 回到原點                           | 如在天堂│詞、曲 陸森寶改編 會舞祭歌（一）│年祭之歌 會舞祭歌（二）│年祭之歌 舞蹈演出│高潮、旅北都蘭部落文化藝術團 歌唱演出│查勞．加盧、高志遠Tumay、豐政發、麥尚．拉外、Anu、陳純華、林玫容、陳品潔、璽恩                               |
| 第十五幕 會跳舞的檳榔樹葉鞘 Kacaw的第一堂課 | 檳榔樹葉鞘│詞、曲 少多宜．篩代 誰在那裡跳│曲 保卜 演出│Suming舒米恩、林家琪、GOGOS&FIGHT舞團（李浩宇、陳念祖、朱軒逸、李克帆、張亞杰、陳皓宇）、金山高中原住民藝能班（楊志威、朱雨航、鄭廷軒、李至潔、李卿瑄） 吉他│保卜 編舞│Ruby Red |
| 第十六幕 穿上彩虹衣                         | 穿上彩虹衣│詞 林志興、曲 陳建年 演出│金山高中原住民藝能班 演唱│林家琪 編舞│黃懷德 |
| 第十七幕 沒有傳統沒有補助                   | |
| 第十八幕 遠在天邊                           | 演奏曲 Ho hi yan │曲 Suming舒米恩 |
| 第十九幕 後台                               | |
| 第二十幕 拉麥可                             | 電子交響舞曲 Black Or White│曲 麥可傑克森 演出│Suming舒米恩、林家琪、GOGOS&FIGHT舞團、金山高中原住民藝能班 |

## 外部連結
- 豆瓣电影上《拉麥可》的資料 （简体中文）